# 丹尼爾·特倫特爾
丹尼爾·特倫特爾（英語：Daniel Tranter；1992年1月11日—）是一位澳大利亞游泳運動員，他擅長蛙泳、蝶泳和混合泳。他代表澳大利亞參加了2012年奧運會的比賽。他也參加了2014年英聯邦運動會。